# Ambaúrana
Ambaúrana (Amburana claudii (Fr. All.) A. C. Smith) é uma árvore da família Fabaceae.